# Thomaston (Géorgie)
Pour les articles homonymes, voir Thomaston.
La ville de Thomaston est le siège du comté d'Upson, dans l’État de Géorgie, aux États-Unis. Sa population s’élevait à 9 170 habitants lors du recensement de 2010, estimée à 8 755 habitants en 2017.

## Histoire
Thomaston a été incorporée le 1er janvier 1825 et désignée siège du comté. La ville a été nommée d’après le général Jett Thomas (en), qui a pris part aux guerres de 1812 contre les Amérindiens.

## Démographie
| 1880 | 1890  | 1900  | 1910  | 1920  | 1930  |
| ---- | ----- | ----- | ----- | ----- | ----- |
| 570  | 1 181 | 1 714 | 1 645 | 2 502 | 4 922 |

| 1940  | 1950  | 1960  | 1970   | 1980  | 1990  |
| ----- | ----- | ----- | ------ | ----- | ----- |
| 6 396 | 6 580 | 9 336 | 10 024 | 9 682 | 9 127 |

| 2000  | 2010  | - | - | - | - |
| ----- | ----- | - | - | - | - |
| 9 411 | 9 170 | - | - | - | - |

## Source
- (en) Cet article est partiellement ou en totalité issu de l’article de Wikipédia en anglais intitulé « Thomaston, Georgia » (voir la liste des auteurs).